# Жозеф Ранк
Жорж Жозеф Ранк (фр. Georges Joseph Ranque; нар. 7 лютого 1898, Амбер'є-ан-Бюже — пом. 1973, Коломб) — французький інженер та винахідник.

## Життєпис
Закінчив Політехнічну школу в Парижі (1918), працював на приватних металургійних підприємствах в Монлюсоні.
Наприкінці 1920-х років зайнявся дослідженням процесів, що відбуваються в циклонах — пристроях для очищення газу від пилу. Працюючи над вдосконаленням циклонів для очищення газів від пилу, Ранк помітив, що струмінь газу, що виходить з центру циклону, має більш низьку температуру, ніж вихідний газ, що подається в циклон. Це привело його до винаходу пристрою, пізніше названого «Труба Ранка».
Після Другої світової війни працював в галузі авіації.